# エイドリアン・ブリュー
エイドリアン・ブリュー（Adrian Belew、1949年12月23日 - ）は、アメリカ合衆国ケンタッキー州出身のミュージシャン、ギタリスト兼ヴォーカリスト。プログレッシブ・ロック・バンド、キング・クリムゾンの元メンバー。フランク・ザッパやデヴィッド・ボウイとの活動や様々なソロ活動でも知られる。
オーソドックスなギターテクニックは勿論、多種多様なエフェクターを駆使して、ギターとは思えないような音色から動物の鳴き声など多彩な音色を操るユニークなテクニックの持ち主としても有名である。

## 来歴

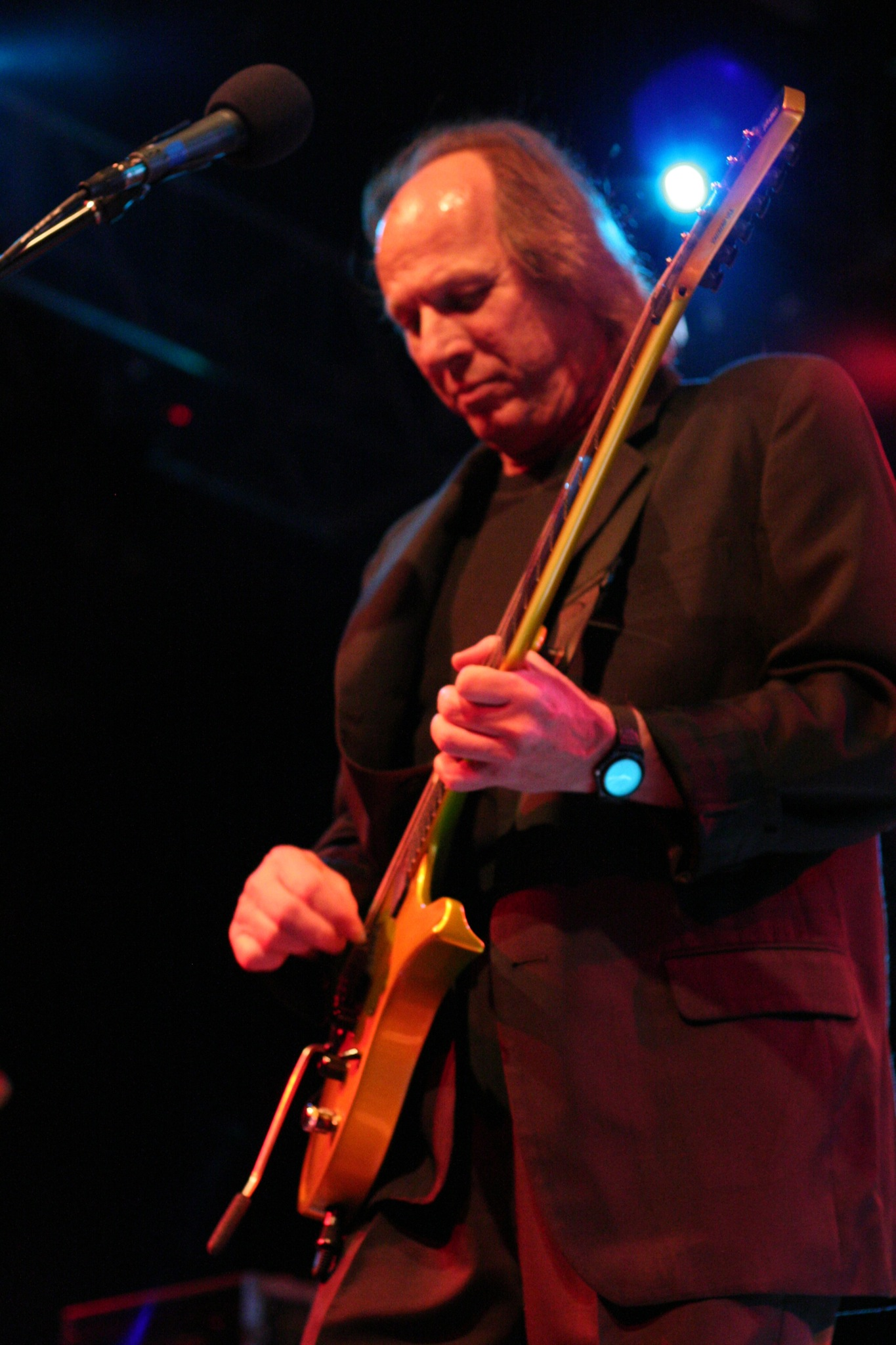
エイドリアン・ブリュー・パワー・トリオ時代 (2006年11月)

10歳でドラムスを叩き始め、16歳でギターを学んだ。やがてスイートハートというカバー・バンドを結成して、地元のクラブでスティ―ビー・ワンダーやスティ―リー・ダンなどの曲を演奏していた。
1976年10月18日、ツアーでナッシュビルに来たフランク・ザッパがコンサートの後、バンド・メンバーのテリー・ボジオらと共に、偶然にもスイートハートが演奏していたクラブに来た。ザッパはブリュ―の演奏に感銘を受けて彼に言葉をかけ、6か月後にロサンゼルスに招待してオーディションの後にバンドに迎え入れた。彼は1977年9月から11月までの国内ツアー、ロサンゼルスでの大晦日のコンサート、翌1978年1月から2月までのヨーロッパ・ツアーに参加して、ギターとヴォーカルを担当した。
さらにデヴィッド・ボウイ、トーキング・ヘッズ、トム・トム・クラブなどの作品やライブに参加し、セッション・ミュージシャンとして活躍する。
1981年、キング・クリムゾンの再結成にギタリスト兼ボーカリストとして参加した。最初のアルバム『ディシプリン』（1981年）の収録曲「エレファント・トーク」ではギターで象の鳴き声を真似するという離れ技を見せ、在籍中は曲によってドラム、パーカッション、キーボード （シンセサイザー）も演奏した。メンバー・チェンジの激しいキング・クリムゾンで長期にわたって正式メンバーとして活動し、作詞を一手に引き受け、ロバート・フリップに次いで重要な役割を担った。2013年再始動以降の活動には参加していない。
『ローン・ライノウ』（1982年）以降、ソロ・アルバムも多数出している。実験的なインストゥルメンタル・アルバム、ポップな歌もの、アコースティック・ギター弾き語り作品など、作風は多彩。
キング・クリムゾンと並行してザ・ベアーズというポップ・ロック・バンドでも活動。1994年以降ナイン・インチ・ネイルズのアルバムにも度々参加し、2013年には正式メンバーとして加入するが、同年6月に脱退した。
2011年、フリップ公認のプロジェクト (ProjeKct）であるザ・クリムゾン・プロジェクト（The Crimson ProjeKCt）を開始。
2016年、ピクサーの短編映画『ひな鳥の冒険』の音楽を担当した。
2017年、マーク・キング（ベース・ギター、レベル42）、ヴィットリオ・コスマ（キーボード、プレミアータ・フォルネリア・マルコーニ）、スチュワート・コープランド（ドラムス、ザ・ポリス）とギズモドロームを結成。同年に同名アルバム、2021年にはライブ・アルバムGizmodrome Liveを発表。
2024年、ザ・クリムゾン・プロジェクトの後継プロジェクトであるBEAT（ビート）を、トニー・レヴィン、スティーヴ・ヴァイ、ダニー・ケアリーと結成。

## 使用機材
- フェンダー・ストラトキャスター

フェンダー・カスタムショップ製他多数。
- フェンダー・ミュージックマスター

ケーラートレモロシステムやローランドのギターシンセサイザーのコントロールが組み込まれ、カラフルなカラーリングが施される改造がなされていた。本人はこのギターをフェンダー・ムスタングを改造したものだと語っていた。
- パーカー・フライ・ギター・エイドリアン・ブリューモデル

LINE6のモデリングギター｢ヴァリアックス｣のシステムと｢サスティニアック｣が搭載されている。
- RolandGRギターシンセサイザー
- フェルナンデス

レスポールタイプのギターにギターシンセサイザーとサスティナーのコントロール、ケーラー製トレモロユニットを組み込んだもの。
- エフェクター

初期に於いてはMXRのダイナコンプ、エレクトロハーモニクスのビッグマフ、フランジャー、グラフィックファズなどを使用。アンプはローランドのJC-120を好んでいた。

## エピソード
- カーク・ハメットが崇拝する10人のギタリストの一人である[9]。
- 1990年に日本のダイキン工業のCMに出演して、ギターで様々な音色を奏でる特技を披露。「動物編1」、「動物編2」、「オーケストラ編」が製作された。本人は当時『ギター・マガジン』（リットーミュージック）のインタビューで「こういう仕事はあまり無かったけど楽しいね」と語っている。

## ディスコグラフィ

### ソロ・アルバム

#### スタジオ・アルバム
- 『ローン・ライノウ』 - Lone Rhino (1982年)
- 『僕はいつもギター少年』 - Twang Bar King (1983年)
- 『夢のしっぽ』 - Desire Caught by the Tail (1986年)
- 『ミスター・ミュージック・ヘッド』 - Mr. Music Head (1989年)
- 『ヤング・ライオンズ』 - Young Lions (1990年)
- 『インナー・レヴォルーション』 - Inner Revolution (1992年)
- 『アコースティック・エイドリアン・ブリュー』 - The Acoustic Adrian Belew (1993年)
- 『ヒア』 - Here (1994年)
- 『ザ・ギター・アズ・オーケストラ』 - The Experimental Guitar Series Volume 1: The Guitar as Orchestra (1995年)
- 『オップ・ゾップ・トゥー・ワー』 - Op Zop Too Wah (1996年)
- 『ブリュープリンツ』 - Belewprints: The Acoustic Adrian Belew Volume Two (1997年)
- Side One (2004年)
- Side Two (2005年)
- Side Three (2006年)
- 『イー』 - e (2009年)

#### ライブ・アルバム
- Side Four (2007年)
- Live Overseas (2009年)
- 『ライヴ・アット・ロックパラスト』 - Live At Rockpalast  (2015年) ※2008年録音

#### コンピレーション・アルバム
- Desire of the Rhino King (1991年)
- 『サラダ・デイズ〜エイドリアン・ブリュー・アコースティック・ベスト』 - Salad Days (1999年)
- Coming Attractions (2000年)

### デヴィッド・ボウイ
- 『ステージ』 - Stage (1978年)
- 『ロジャー (間借人)』 - Lodger (1979年)

### フランク・ザッパ
- 『シーク・ヤブーティ』 - Sheik Yerbouti (1979年)
- 『ベイビー・スネイクス』 - Baby Snakes (1983年) ※録音は1977年

### キング・クリムゾン

#### スタジオ・アルバム
- 『ディシプリン』 - Discipline (1981年)
- 『ビート』 - Beat (1982年)
- 『スリー・オブ・ア・パーフェクト・ペアー』 - Three of a Perfect Pair (1984年)
- 『ヴルーム』 - VROOOM (1994年) ※EP
- 『スラック』 - Thrak (1995年)
- 『ザ・コンストラクション・オブ・ライト』 - The ConstruKction of Light (2000年)
- 『しょうがない』 - Happy with What You Have to Be Happy With (2002年) ※EP
- 『ザ・パワー・トゥ・ビリーヴ』 - The Power to Believe (2003年)

#### ライブ・アルバム
- 『B・ブーム - ライヴ・イン・アルゼンチン』 - B'Boom: Live in Argentina (1995年)
- 『スラックアタック』 - THRaKaTTaK (1996年)
- 『アブセント・ラヴァーズ』 - Absent Lovers: Live in Montreal (1998年) ※1984年のライブ録音
- 『ヘヴィ・コンストラクション』 - Heavy ConstruKction (2000年)
- 『ヴルーム・ヴルーム』 - VROOOM VROOOM (2001年) ※1995年、1996年のライブ音源。2枚組
- 『レヴェル・ファイヴ』 - Level Five (2001年) ※ライブEP
- 『エレクトリック』 - EleKtriK (2003年) ※東京厚生年金会館のライブを収録

### ザ・ベアーズ
- The Bears (1987年)
- Rise and Shine (1988年)
- 『カー・コート・ファイアー』 - Car Caught Fire (2001年)
- Eureka! (2007年)

### ギズモドローム
- 『ギズモドローム』 - Gizmodrome (2017年)
- Gizmodrome Live (2021年)[10]

### その他参加作品
アーティストの姓またはバンド名の50音順で記載。
- トーリ・エイモス
  - 『ストレンジ・リトル・ガールズ』 - Strange Little Girls (2001年)
- マイク・オールドフィールド
  - 『アース・ムーヴィング』 - Earth Moving (1989年)
- ポール・サイモン
  - 『グレイスランド』 - Graceland (1986年)
  - 『リズム・オブ・ザ・セインツ』 - The Rhythm of the Saints (1990年)
- 坂本龍一
  - 『左うでの夢』 (1981年)
- ジャン・ミッシェル・ジャール
  - 『ズールック』 - Zoolook (1984年)
- トーキング・ヘッズ
  - 『リメイン・イン・ライト』 - Remain in Light (1980年)
  - 『實況録音盤 トーキング・ヘッズ・ライヴ』 - The Name of This Band is Talking Heads (1982年)
- トム・トム・クラブ
  - 『おしゃべり魔女』 - Tom Tom Club (1981年)
- ナイン・インチ・ネイルズ
  - 『ザ・ダウンワード・スパイラル』 - The Downward Spiral (1994年)
  - 『ザ・フラジャイル』 - The Fragile (1999年)
  - 『ゴースツ I-IV』 - Ghosts I–IV (2008年)
  - 『ヘジテイション・マークス』 - Hesitation Marks (2013年)
- ロバート・パーマー
  - 『メイビー・イッツ・ライヴ』 - Maybe It's Live (1982年)
- ハービー・ハンコック
  - 『マジック・ウィンドウズ』 - Magic Windows (1981年)
- ポーキュパイン・ツリー
  - 『デッドウイング』 - Deadwing (2005年)
- シンディ・ローパー
  - 『トゥルー・カラーズ』 - True Colors (1986年)